# 中央兵工厂旧址群
中央兵工厂旧址群位于江西省兴国县兴莲乡官田村。旧址群保存完整，包括总务科旧址、枪炮科旧址、弹药科旧址、利铁科旧址、工人俱乐部旧址，总占地面积为3597.02平方米。1987年旧址群被列为江西省文物保护单位。2006年6月作为兴国革命旧址的一部分被国务院公布为全国第六批重点文物保护单位。

## 历史

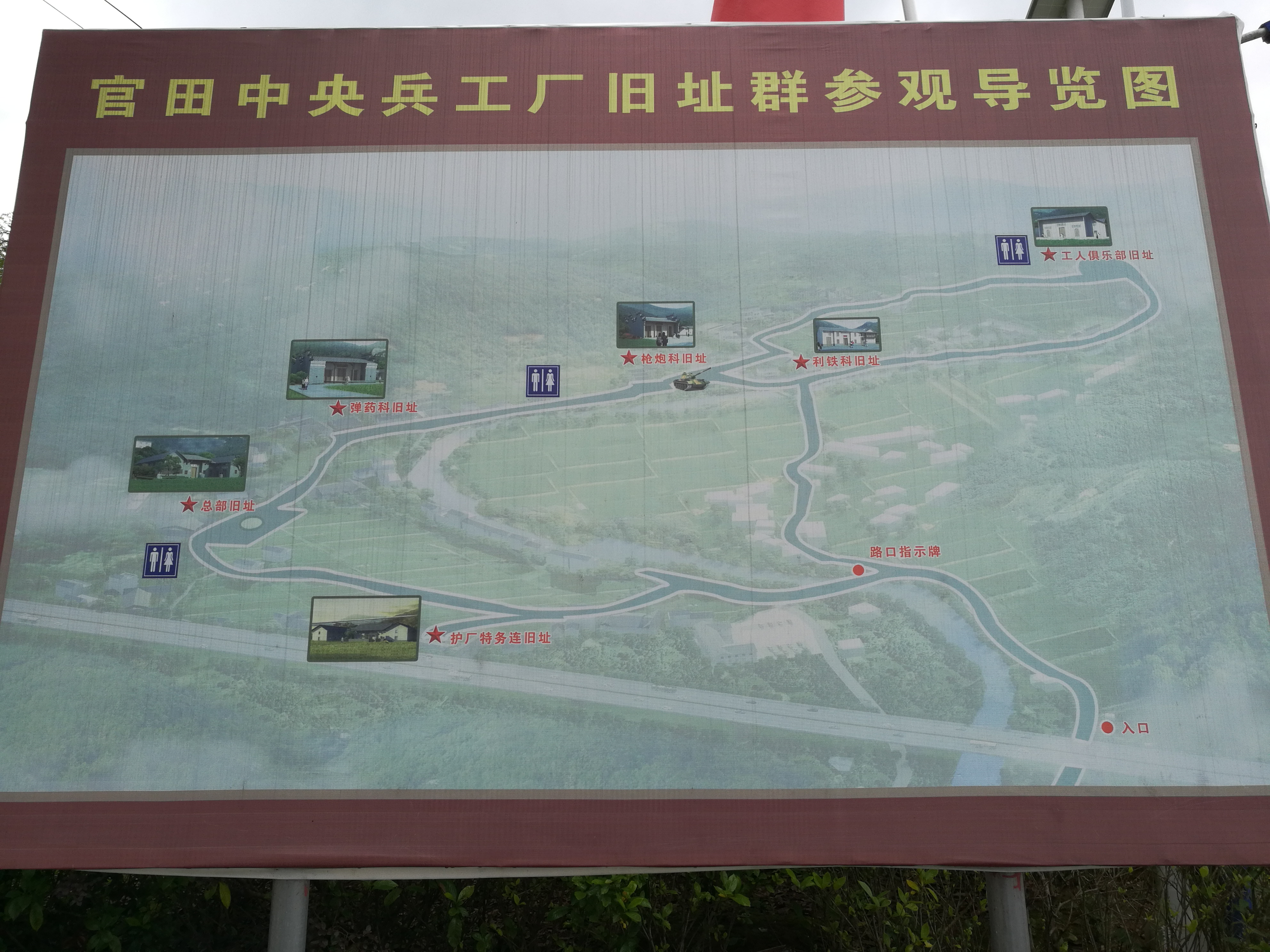
各旧址在官田村的分布示意图

1931年10月，中央革命军事委员会在兴国县兴莲乡官田村创办了中国工农红军第一个大型综合性兵工厂，即中央兵工厂，又名中央红军兵工厂、中革军委兵工厂。中央兵工厂下设总务科、枪炮科、弹药科、利铁科、工人俱乐部、护厂特务连和医务科。
中央兵工厂驻官田村有两年零六个月。初建时仅有几十名工人，后来发展到400多人。兵工厂驻官田期间，修配和制造了大量枪支弹药。
1934年4、5月间，中央兵工厂从兴国官田迁往瑞金岗面。同年10月，编入教导师随红军参见长征，后来成为八路军兵工生产的骨干力量。

## 各旧址简介

### 总务科旧址
总务科（厂部）旧址原为陈姓大户人家的私宅，始建于清代晚期。砖木结构，两层楼房、悬山顶、前后两进、中开天井、飞檐雕龙刻凤，深彩抹金。前有照壁、围墙和牌坊式门楼。占地面积为1022.4平方米。屋后左侧建有水井，右侧建有洗澡房。
总务科是厂部的中心枢纽机关，担负着全厂总管家的角色。它主要负责日常行政事务处理及后勤保障供给工作。总务科共有七八人，分管文秘、财务、事务、医务、保管和食堂等项事宜。

### 枪炮科旧址

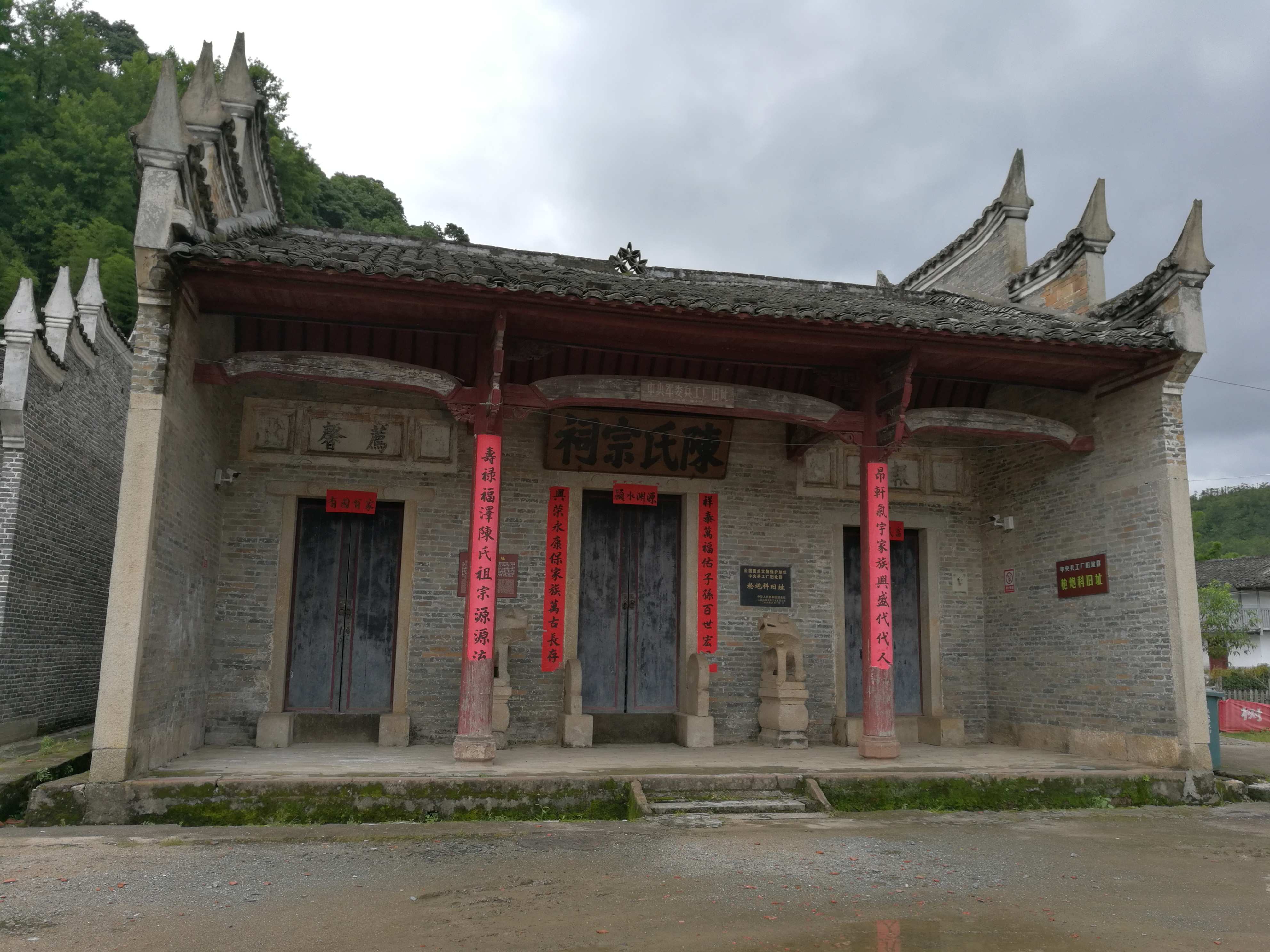
枪炮科旧址

枪炮科旧址原为陈氏宗祠（总祠），始建于清顺治年间。砖木结构，封头山墙，硬山屋顶，面开三门，麻石门框。占地面积为414平方米。
枪炮科把上中下三个大厅设为车间。职工数量最多时有二百余人。枪炮科修理步枪、机枪、驳壳枪、迫击炮和山炮，并制造步枪。

### 弹药科旧址

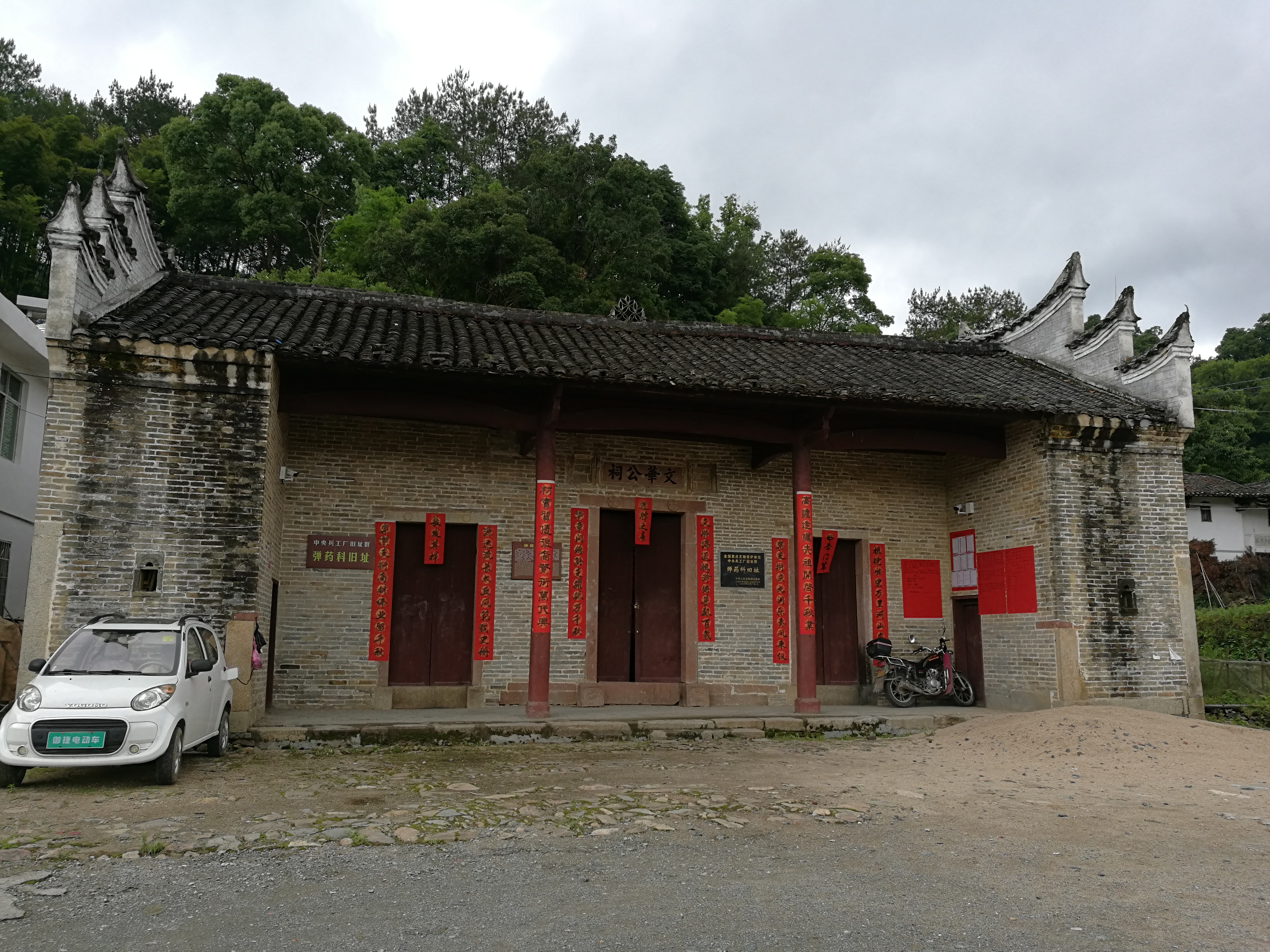
弹药科旧址

弹药科旧址原为陈姓文华公祠（分祠），始建于清康熙年间。砖木结构，封头山墙，硬山屋顶，面开三门，麻石门框。占地面积为355平方米。
弹药科初创时有100余名职工。科内设炸弹、火药、子弹各股。子弹原料主要来源于废旧子弹壳，及铜钱、铜板、铜盆、铜锁等。造弹药的原料有硫磺、洋硝、雄精、木炭和硝盐等。

### 利铁科旧址

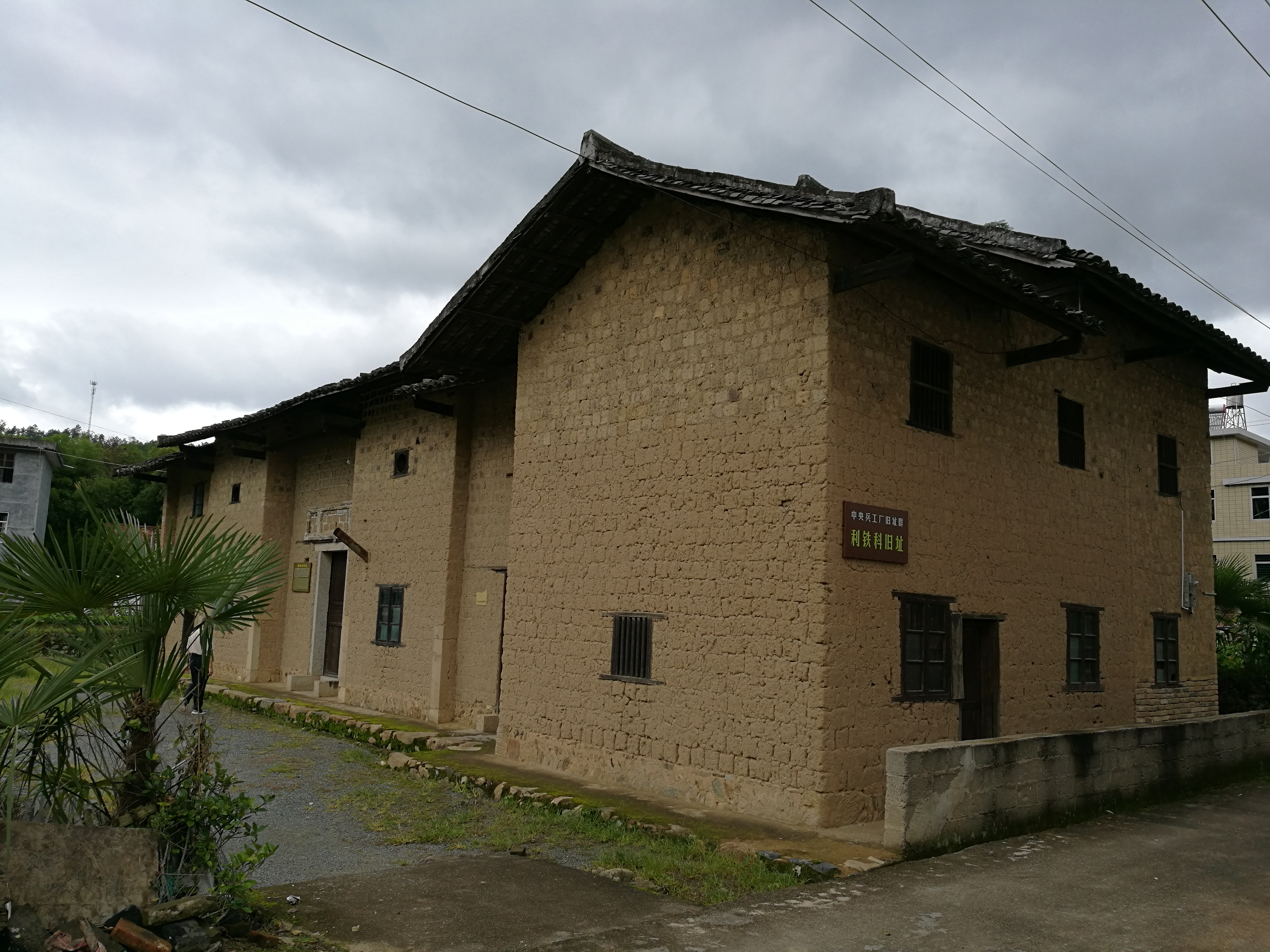
利铁科旧址

利铁科旧址原为村民私宅，始建于1924年。干打垒土木结构，两层楼房，悬山屋顶，占地面积为230平方米。
利铁科（含杂械科）初创时有一百多职工，绝大多数是女工和十五、六岁的童工。利铁科主要生产刺刀、大刀、铁锹、铁镐、锉刀、马鞍、马镫、皮带、炮盒、鸟铳和土炮等。

### 工人俱乐部旧址

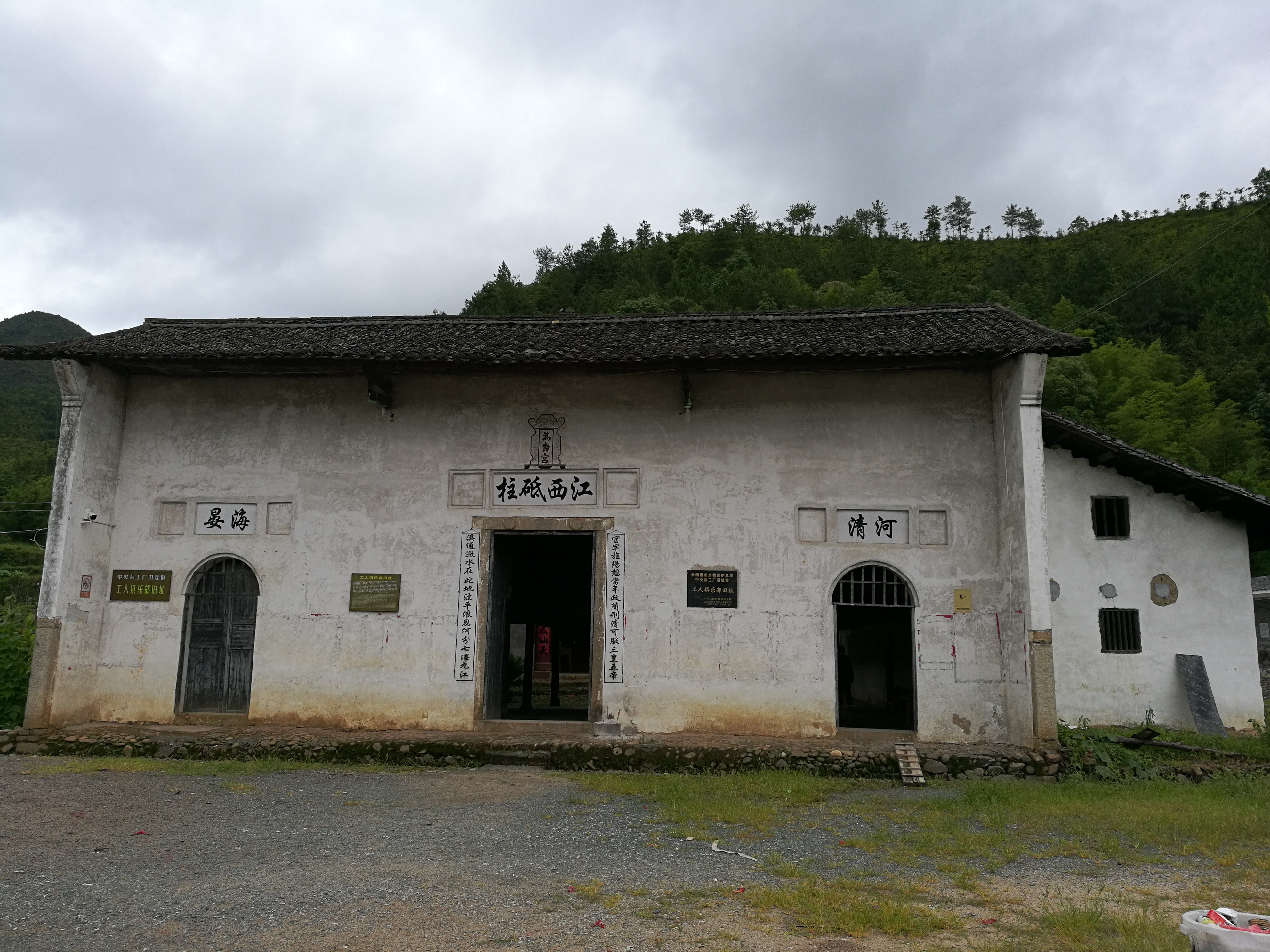
工人俱乐部旧址

工人俱乐部旧址原为万寿宫，是一座历史悠久的许真君古庙。土木混合结构，悬山屋顶，前后两进，前栋前有戏台，中间为观戏院坪，后进为神龛太殿。左右对称配建两层厢房。戏台柱上保存有一副对联，左联为“主义尊马列”，右联为“政权归工农”，横批为“一切为了革命战争”。整个建筑占地面积为628平方米。

## 其它旧址
2018年3月中央兵工厂旧址群中的特务连旧址和杂械厂旧址分别列入第六批江西省文物保护单位。